# Saint-Alban-Leysse
Saint-Alban-Leysse este o comună în departamentul Savoie din sud-estul Franței. Se află la o altitudine de 290 m deasupra nivelului mării. Are o suprafață de 8,4 km². Populația este de 6.589 locuitori, determinată în 1 ianuarie 2022, prin recensământ.

## Evoluția populației
| An        | 1975  | 1982  | 1990  | 1999  | 2006  | 2009  |
| --------- | ----- | ----- | ----- | ----- | ----- | ----- |
| Populație | 2.996 | 2.797 | 3.858 | 5.071 | 5.462 | 5.692 |